# جيم رومانو (لاعب كرة قدم أمريكية)
جيم رومانو (بالإنجليزية: Jim Romano)‏ هو لاعب كرة قدم أمريكية أمريكي، ولد في 7 سبتمبر 1959 في غلين كوف في الولايات المتحدة.

## وصلات خارجية
- جيم رومانو على موقع مرجع كرة القدم المحترفة.كوم (الإنجليزية)